# Водитель для Веры
«Води́тель для Ве́ры» — российско-украинский кинофильм 2004 года, драма на материале советской жизни 1960-х.
Режиссёр художественного фильма — Павел Чухрай.

## Сюжет
Действие фильма происходит в Крыму, по уточнению режиссёра, в 1962 году.
Армейский товарищ генерал-лейтенанта Сергея Серова — генерал-майор Клименко, доверительно сообщает тому в Москве, что в КГБ СССР у Серова появился «враг». Серов успокаивает друга, заверив Клименко, что ничего не боится. Заприметив в привилегированной кремлёвской роте молодого сержанта Виктора, Серов забирает его к себе в Крым — своим личным водителем. Виктор молод и статен, он смотрит на жизнь просто и прагматично; он готов на всё, чтобы достичь главной своей цели — сделать карьеру в армии.
Дочь Серова, Вера — симпатичная молодая девушка, но, к сожалению, инвалид с детства, страдает искривлением позвоночника. Личная жизнь у неё из-за этого не складывается. В результате скоротечного романа с кубинским курсантом Вера беременеет, но собирается избавиться от ребёнка. Отец Веры уговаривает дочь не совершать аборт.
Виктора положение Веры не слишком смущает. Он вырос сиротой в детском доме, в нищете, и за шанс пробиться «в высшие сферы» готов жениться на дочери генерала. А Вера не замечает холодного расчёта с его стороны, привязывается к нему, строит семейные планы. Да и сам Виктор, постоянно заботясь о Вере, меняется к ней — сострадание, нежность, надежда на будущее благополучие переполняют его.
Тем временем у Серова действительно возникают серьёзные проблемы с КГБ…
Ещё до монтажа, в 2003, Чухрай так формулировал жанр: «В первую очередь это любовная история, мелодрама или драма, не знаю даже, как точнее определить. В картине будут социальные знаки того времени, сюжетная острота с детективным уклоном, но в основе всего классический любовный треугольник…».

## В ролях
| Актёр                | Роль                                           |
| -------------------- | ---------------------------------------------- |
| Игорь Петренко       | водитель Виктор                                |
| Алёна Бабенко        | Вера Серова                                    |
| Богдан Ступка        | генерал-лейтенант Сергей Вадимович Серов       |
| Андрей Панин         | капитан Савельев                               |
| Екатерина Юдина      | Лида                                           |
| Марина Голуб         | Зинаида                                        |
| Валерий Баринов      | генерал Клименко                               |
| Наталья Гудкова      | Анжела (роль озвучила Любовь Германова)        |
| Алиса Гребенщикова   | Рыжая                                          |
| Дмитрий Высоцкий     | Рохес                                          |
| Наталья Горшкова     | няня                                           |
| Алексей Зеленский    | первый следователь                             |
| Сергей Удовик        | второй следователь                             |
| Александр Мезенцев   | врач райбольницы                               |
| Владимир Коваль      | гинеколог (роль озвучивал Владимир Ферапонтов) |
| Александр Шаврин     | патологоанатом                                 |
| Олег Лопухов         | адъютант                                       |
| Александр Фастовский | главный опылитель                              |
| Галина Петрова       | тётка Веры                                     |
| Александр Дедюшко    | гэбист, переодетый в санобработчика            |
| Алексей Ошурков      | гэбист, переодетый в санобработчика            |
| Сергей Стёпин        | гэбист, переодетый в санобработчика            |

## Съёмочная группа
- Режиссёр: Павел Чухрай
- Генеральные продюсеры: Игорь Толстунов и Александр Роднянский
- Исполнительные продюсеры: Михаил Зильберман, Виталий Кошман и Людмила Захарова
- Авторы сценария: Павел Чухрай
- Оператор: Игорь Клебанов
- Композитор: Эдуард Артемьев
- Художник-постановщик: Ольга Кравченя
- Художник по костюмам: Ольга Погодина, Екатерина Дыминская и Анна Кузнецова
- Монтаж: Ольга Гриншпун
- Постановщик трюков: Сергей Воробьёв

## Съёмки
После фильма «Вор» Чухрай выдержал пятилетнюю паузу. Подготовительный процесс и съёмки заняли 2 года. Кастинги на главные роли длились три месяца и прошли в три этапа: первые пробы проводили ассистенты режиссёра, вторые — сам Чухрай, третий этап — съёмки в гриме и костюмах. Малоизвестную актрису Алёну Бабенко режиссёр увидел в сериале «Подари мне жизнь», где у неё была первая главная роль. Ей удалось пройти пробы лучше десятков претенденток, подкупило Чухрая то, что она начала прорабатывать черты своей героини, придумала хромоту, чтобы подчеркнуть её комплексы.
Съёмки проходили в Крыму, «дачей генерала Серова» стал бывший дом советской балерины Ольги Лепешинской недалеко от Севастополя на территории оздоровительного лагеря для детей моряков за посёлком Морозовка, более известном как Алсу. Для съёмок отремонтировали дорогу, в доме отремонтировали фасад, зашили потолки с лепниной, превратили каминный зал в столовую, обустроили спальню Веры. В порядок привели и территорию перед домом: сняли асфальт, насыпали гравий, разбили клумбы со специально привезёнными цветами.
Реквизиторы проработали все мелочи. У генерала в кабинете на столе — номер журнала «Огонек» 1962 года. В кадре телевизор «КВН», из ламповой радиолы доносится голос американской певицы Пэгги Ли (песня стала лейтмотивом фильма), громадный фен, розетки с наружной электропроводкой.
При съёмках на улицах Севастополя и Балаклавы приходилось частично демонтировать знаки, таблички и наружную рекламу. В массовке участвовало множество моряков Российского Черноморского флота. Во время съёмкок праздника Военно-морского флота их было задействовано около 1 500 человек. Раритетные троллейбусы Škoda 9Tr были привлечены из Симферополя.
На съёмочной площадке было 3 автомобиля ГАЗ-М-12 (ЗИМ). Самый сохранный был из киевской ретро-коллекции машин, в кадре он появляется чаще всего. Второй в плохом состоянии купили за 600 долларов и отдали на реставрацию мастерам крымского клуба старинных автомобилей. При съёмке эпизода падения машины в пропасть был сброшен вниз этот муляж. Третий выступил запасным.

## Награды и номинации
Фильм имел неплохой фестивальный прокат, принимал участие в 15-м российском кинофестивале «Кинотавр» в Сочи, получил главный приз фестиваля «Золотая роза», призы за лучшую режиссуру и лучший сценарий (Павел Чухрай), приз гильдии продюсеров России за лучший продюсерский проект года (Игорь Толстунов, Александр Роднянский). Фильм был снят с программы 48-го Лондонского кинофестиваля. Решение вызвано тем, что прокатная копия фильма не прибыла в Лондон в должное время.
Позднее продюсер картины Игорь Толстунов заявил ИТАР-ТАСС, что фильм не представлялся на конкурс 48-го Лондонского кинофестиваля.
Фильм выдвигался на «Оскар» от Украины в категории «Лучший фильм на иностранном языке», однако он не был допущен Академией до номинации, так как было установлено, что больший вклад в производство фильма внесли российские кинокомпании и фильм изначально вышел не на украинском языке.
Список наград приводится в соответствии с данными IMDb.
| Награды и номинации                   | Награды и номинации                             | Награды и номинации                    | Награды и номинации | Награды и номинации |
| Награда                               | Категория                                       | Номинант                               | Результат           |                     |
| ------------------------------------- | ----------------------------------------------- | -------------------------------------- | ------------------- | ------------------- |
| «Жорж»                                | «Лучший отечественный фильм»                    |                                        | Номинация           |                     |
| «Золотой овен»                        | «Лучшая женская роль»                           | Алёна Бабенко                          | Номинация           |                     |
| «Золотой орёл»                        | «Лучшая женская роль в кино»                    | Алёна Бабенко                          | Победа              |                     |
| «Золотой орёл»                        | «Лучшая мужская роль второго плана»             | Богдан Ступка                          | Победа              |                     |
| «Золотой орёл»                        | «Лучший игровой фильм»                          |                                        | Номинация           |                     |
| «Золотой орёл»                        | «Лучшая режиссёрская работа»                    | Павел Чухрай                           | Номинация           |                     |
| «Золотой орёл»                        | «Лучшая мужская роль второго плана»             | Андрей Панин                           | Номинация           |                     |
| «Золотой орёл»                        | «Лучшая музыка к фильму»                        | Эдуард Артемьев                        | Номинация           |                     |
| «Кинотавр»                            | Главный приз «Золотая роза»                     |                                        | Победа              |                     |
| «Кинотавр»                            | Специальный приз жюри                           | Павел Чухрай                           | Победа              |                     |
| «Кинотавр»                            | Приз имени Григория Горина «За лучший сценарий» | Павел Чухрай                           | Победа              |                     |
| «Кинотавр»                            | Приз «За лучший продюсерский проект»            | Игорь Толстунов и Александр Роднянский | Победа              |                     |
| Кинофестиваль в Карловых Варах        | «Хрустальный глобус»                            |                                        | Номинация           |                     |
| «Ника»                                | «Лучшая музыка к фильму»                        | Эдуард Артемьев                        | Победа              |                     |
| «Ника»                                | «Лучшая работа художника-постановщика»          | Ольга Кравченя                         | Победа              |                     |
| «Ника»                                | «Открытие года»                                 | Алёна Бабенко                          | Победа              |                     |
| «Ника»                                | «Лучший игровой фильм»                          |                                        | Номинация           |                     |
| «Ника»                                | «Лучшая режиссёрская работа»                    | Павел Чухрай                           | Номинация           |                     |
| «Ника»                                | «Лучшая мужская роль»                           | Богдан Ступка                          | Номинация           |                     |
| «Ника»                                | «Лучшая женская роль»                           | Алёна Бабенко                          | Номинация           |                     |
| «Ника»                                | «Лучшая мужская роль второго плана»             | Андрей Панин                           | Номинация           |                     |
| Онфлёрский фестиваль российского кино | «Гран-при»                                      | Павел Чухрай                           | Победа              |                     |

Участвовал в программе фестивалей русского кино:
- Международный кинофестиваль в Киеве 'Molodist', Киев (Украина), 2012
- Спутник Над Польшей, Варшава (Польша), 2011
- Спутник Над Польшей, Варшава (Польша), 2009
- Фестиваль русского кино в Нанте, Нант (Франция), 2008
- Дни Русского Кино в Брив ла Гальярд, Брив ла Гальярд (Франция), 2007
- Дни Русского Кино в Лиможе, Лимож (Франция), 2006